# Jork

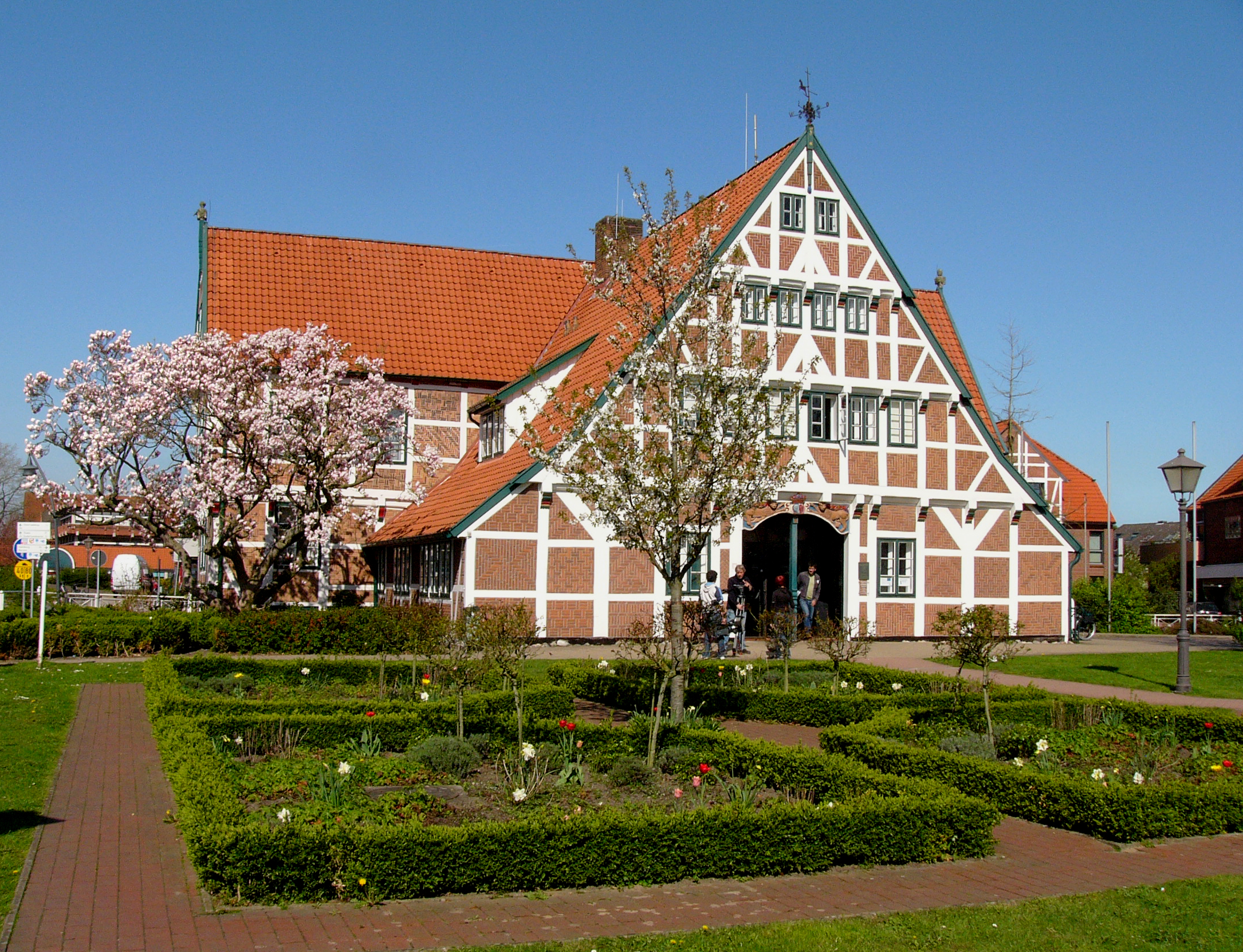
Rathaus Jork

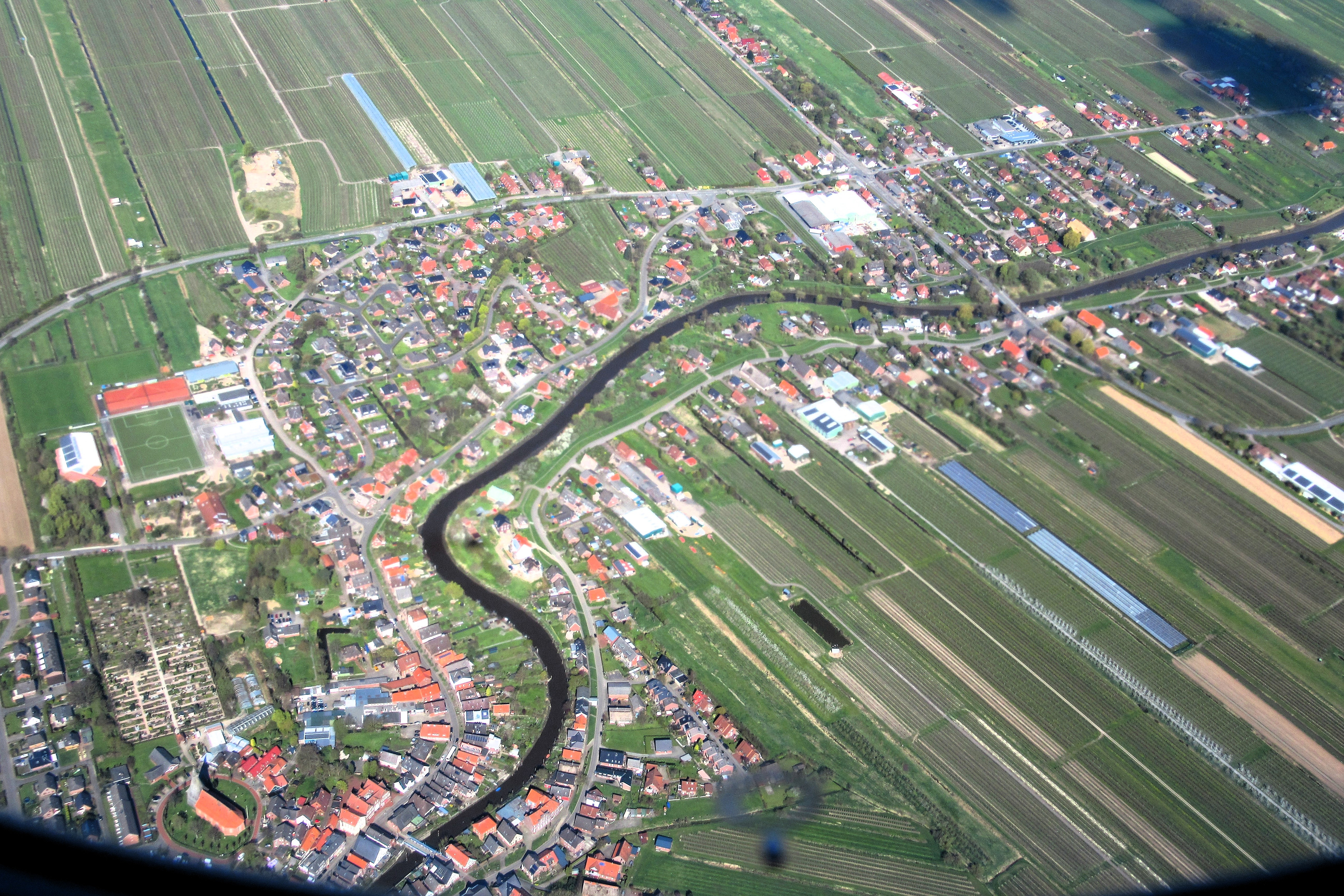
Ortsteil Estebrügge der Gemeinde Jork

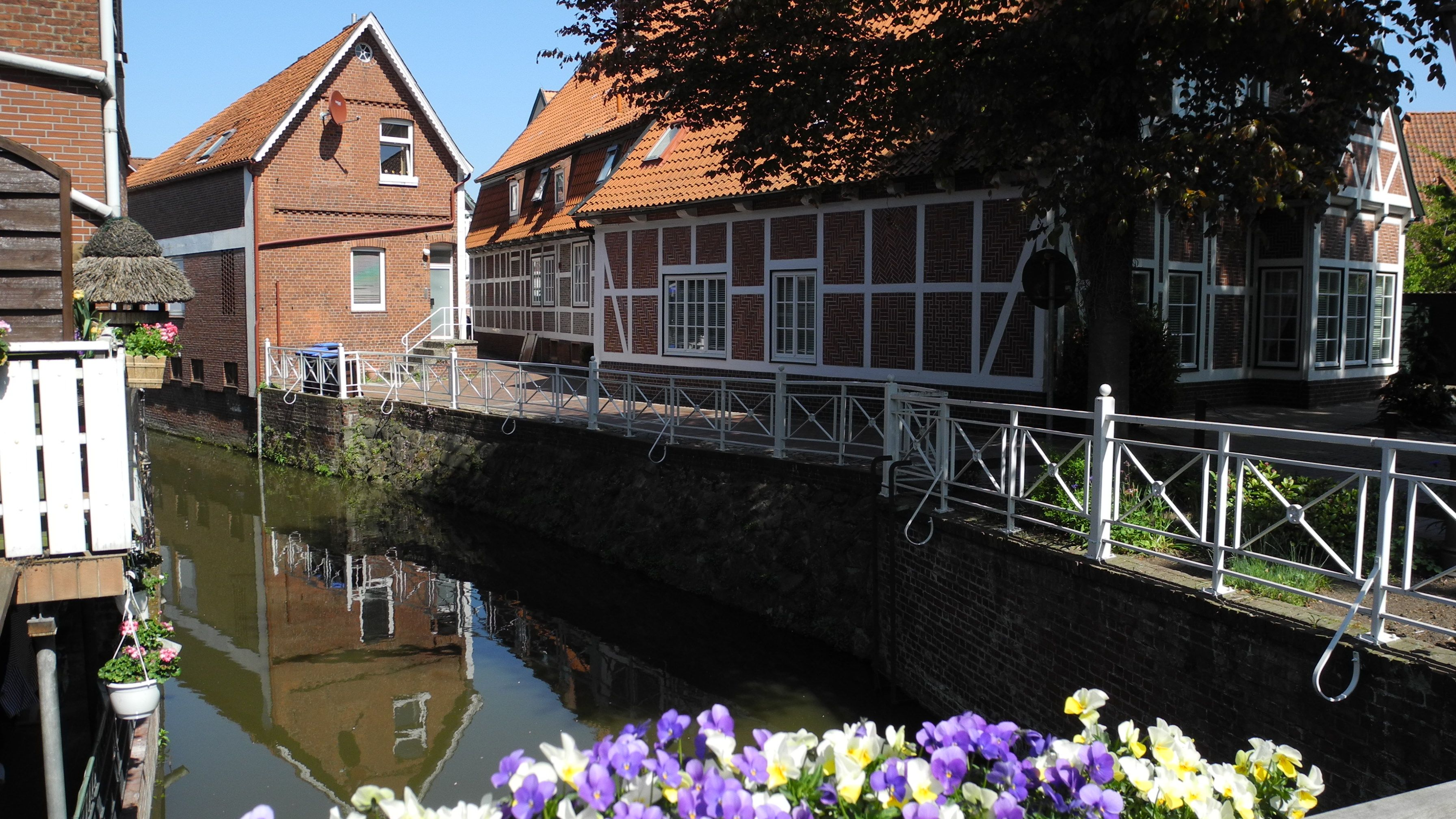
Ein Teil von Jork

Jork (niederdeutsch Jörk) ist eine Gemeinde in Niedersachsen im Landkreis Stade an der südwestlichen Grenze zu Hamburg und das Zentrum des Alten Landes, eines der größten Obstanbaugebiete in Europa.

## Gemeindegliederung
Jork gliedert sich in folgende Ortsteile:
1. Borstel (mit Lühe, Wisch, Neuenschleuse, Kohlenhusen und Hinterbrack)
2. Estebrügge
3. Hove (Klein und Groß Hove)
4. Jork (Kernort)
5. Königreich (mit Leeswig)
6. Ladekop
7. Moorende

## Geschichte
Der Ort Jork wurde erstmals im Jahr 1221 urkundlich erwähnt. Er entwickelte sich in der Folgezeit zum Verwaltungszentrum des Alten Landes. Im Jahre 1885 wurde Jork Sitz des preußischen Kreises Jork, der neben dem Alten Land auch die Stadt Buxtehude und die Gemeinde Neuland umfasste. 1932 verlor Jork die Funktion eines Verwaltungszentrums, da der Landkreis aufgelöst und westlich der Este dem Landkreis Stade, östlich davon dem Landkreis Harburg angeschlossen wurde. Seit 1972 gibt es auch das Amtsgericht Jork nicht mehr.
Jork im Alten Land war Ausgangsort für mehrere Neuzüchtungen von Apfelsorten. So ging der Gloster 69 als Kreuzung aus Glockenapfel und Richared im Jahr 1951 aus einer Züchtung an der örtlichen Obstbauversuchsanstalt Moorende des Bundeslandes hervor. Auch der Jamba fand im Jahr 1955 hier seinen Ursprung.
1776 heirateten in Jork der Schriftsteller Gotthold Ephraim Lessing und Eva König. Zum Gedenken daran wurde eine Hochzeitsbank mit Gedenktafel vor dem Jorker Rathaus aufgestellt und es finden seit 1992 jedes Jahr im November die Lessing-Gespräche statt.

### Ortsname
Alte Bezeichnungen des Ortes waren um 1221 Maiorc, 1232 Mayorc, 1247 Jorike, 1257 Mayorke, 1313 Jorke, 1315 Jorke, 1315 Jork, 1316 Jorke, 1317 Jorke, 1320 Maiorke, 1324 Maiorke, um 1330 Maiorke, um 1330 Jorke, 1334 Jorke, 1335 Majorke, 1336 Maiorke, 1349 Maiorka, 1349 Maiorka und im Jahre 1358 Mayorka.
Es ist klar erkennbar, dass der Ortsname zunächst Majork(e) lautete und erst später zu Jork(e) wurde. Es gab eine Wendung „to dem jorke“, „bei dem Schlamm, Schlick“; diese enthält niederdeutsch „gor(k)“, also „Schlamm, Schlick“, auch bezeugt in niederländisch „goor“, woraus sich die älteren Belege „Majorke“ erklären: „To dem jorke“ verschmolz über „demjorke“ zu „mejorke, majorke“. Daneben setzte sich immer mehr „jorke, gorke“ aus demselben Wort zur Bezeichnung der Siedlung durch.
Ein anderer Ansatz geht vom lateinischen Syntagma curia maiorica (‚Hof des Zehnteinnehmers‘) aus.

### Eingemeindungen
Die heutige Einheitsgemeinde Jork entstand am 1. Juli 1972 durch Zusammenschluss der sieben ehemals selbständigen Gemeinden Borstel, Estebrügge, Hove (bis dahin im Landkreis Harburg), Jork, Königreich, Ladekop und Moorende (bis dahin im Landkreis Harburg).

## Religion
Zu Jork gehören die folgenden Kirchspiele:
1. Borstel (St. Nikolai)
2. Estebrügge (St. Martini)
3. Jork (St. Matthias)

## Politik

### Gemeinderat
Der Rat der Gemeinde Jork besteht aus 30 Ratsmitgliedern. Dies ist die festgelegte Anzahl für eine Gemeinde mit einer Einwohnerzahl zwischen 12.001 und 15.000. Der Rat wird bei den Kommunalwahlen für jeweils fünf Jahre gewählt. Die aktuelle Amtszeit begann am 1. November 2021 und endet am 31. Oktober 2026.
Stimmberechtigt im Rat ist außerdem der hauptamtliche Bürgermeister.
Die vergangenen Gemeinderatswahlen ergaben folgende Sitzverteilungen:
| Kommunalwahl | CDU | Bürgerverein Jork (BVJ) | SPD | Grüne | FDP | Piraten | Gesamt   |
| ------------ | --- | ----------------------- | --- | ----- | --- | ------- | -------- |
| 2021         | 8   | 8                       | 5   | 4     | 4   | 1       | 30 Sitze |
| 2016         | 9   | 8                       | 5   | 3     | 3   | -       | 28 Sitze |

### Bürgermeister
Der hauptamtliche Bürgermeister ist seit dem 1. November 2019 Matthias Riel (parteilos). Seine Stellvertreter sind Michael Eble (CDU) und Peter Rolker (FDP).
Chronik der Bürgermeister
- 1. November 2019–dato: Matthias Riel (parteilos)
- 1. November 2011–31. Oktober 2019: Gerd Hubert (Bürgerverein Jork)
- 27. Juni 2004–31. Oktober 2011: Rolf Lühmann (CDU)

### Wappen

#### Neues Wappen (ab 1972)
Das Kommunalwappen der Gemeinde Jork stammt vom Stader Grafiker Synold Klein.
| Wappen von Jork | Blasonierung: „Im geteilten Schild oben in blau, zwei schräg gekreuzte silberne Giebelbretter, die in zugewendeten Schwanenköpfen enden, unten in Silber ein roter Spaten im grünen Schildfuß, der Spaten wird von zwei roten Schwurhänden begleitet.“ |
| Wappen von Jork | Wappenbegründung: In der unteren Hälfte symbolisieren links und rechts je eine Schwurhand und in der Mitte ein Spaten auf einem kleinen Deichansatz die Gerichtsbarkeit in Verbindung mit dem Deichbau und dem Deichrecht.                             |

#### Altes Wappen (bis 1972)
Das alte Kommunalwappen der Gemeinde Jork wurde vom Heraldiker Otto Hupp entworfen.
| Wappen von Jork | Blasonierung: „In Rot drei, zwei zu eins gestellte, aufgehobene silberne Schwurhände.“ |
| Wappen von Jork | Wappenbegründung: Klemens Stadler meint hierzu in seinem Buch: „Zwei ‚Siegel des Alten Landes‘ aus dem 16. und 19. Jahrhundert zeigen einen der Schlüssel aus dem Wappen des Erzstifts Bremen. Danach entwarf Hupp die Abbildung des angeblichen Wappens für den Flecken Jork (in silber ein aufrechter blauer Schlüssel mit dem Bart nach oben rechts). Ein solches wurde aber erst 1952 durch den Minister des Innern in anderer Form genehmigt. Es symbolisiert durch die Schwurhände den Altländer Dreigeschworenenrat als das höchste Gericht des Gebiets, das von 1566 bis zu seiner Aufhebung 1832 seinen Sitz in Jork hatte. Es stand unter der Leitung eines der beiden Altländer Grafen, dem 71 Beisitzer beigegeben waren. Jork war auch Tagungsort der Landstände und bis 1932 der Verwaltungsmittelpunkt des gleichnamigen ehemaligen Landkreises.“ |

### Gemeindepartnerschaften
- Presqu‘île de Brotonne, Frankreich, seit 1986[12]

## Kultur und Sehenswürdigkeiten

### Bauwerke
Im gesamten Alten Land finden sich gut erhaltene alte Fachwerkhöfe mit Prunkpforten, den sog. Altländer Toren. Entlang der riesigen Obstanbaugebiete und (historischen) Höfe zieht sich der Obstmarschenweg. Ein weiteres Touristenziel ist die auf einem Stück Schlafdeich gelegenen Mühle im Ortsteil Borstel. Hervorzuheben ist das Rathaus – der sogenannte Gräfenhof –, dessen Geschichte bis ins 12. Jahrhundert zurückverfolgt werden kann. Insbesondere das Trauzimmer im ersten Stock ist sehr gut und stilecht erhalten.
Im Ortsteil Moorende befindet sich mit der Esteburg ein Herrensitz vom Beginn des 17. Jahrhunderts. Nahe dem Elbdeich stehen zahlreiche alte Leuchttürme, so in Twielenfleth, Lühe und Mielstack.
Auf der Elbinsel Hahnöfersand befinden sich die Jugendstrafanstalt, die Jugendarrestanstalt sowie eine Justizvollzugsanstalt für Frauen der Freien und Hansestadt Hamburg.

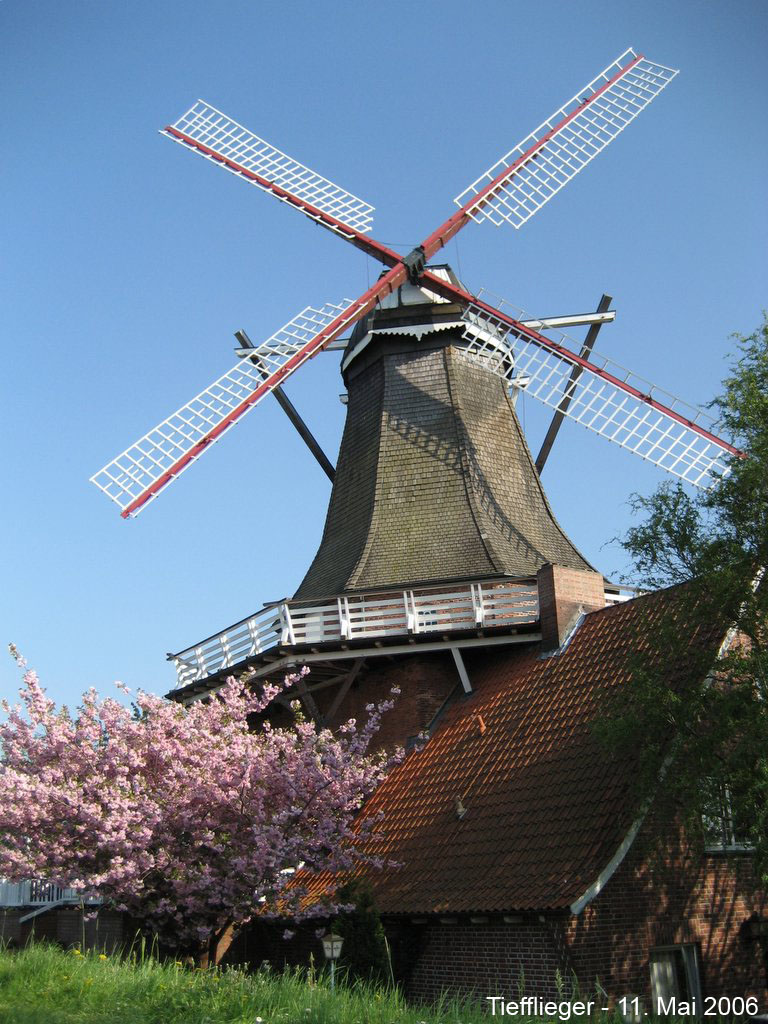
Borsteler Mühle
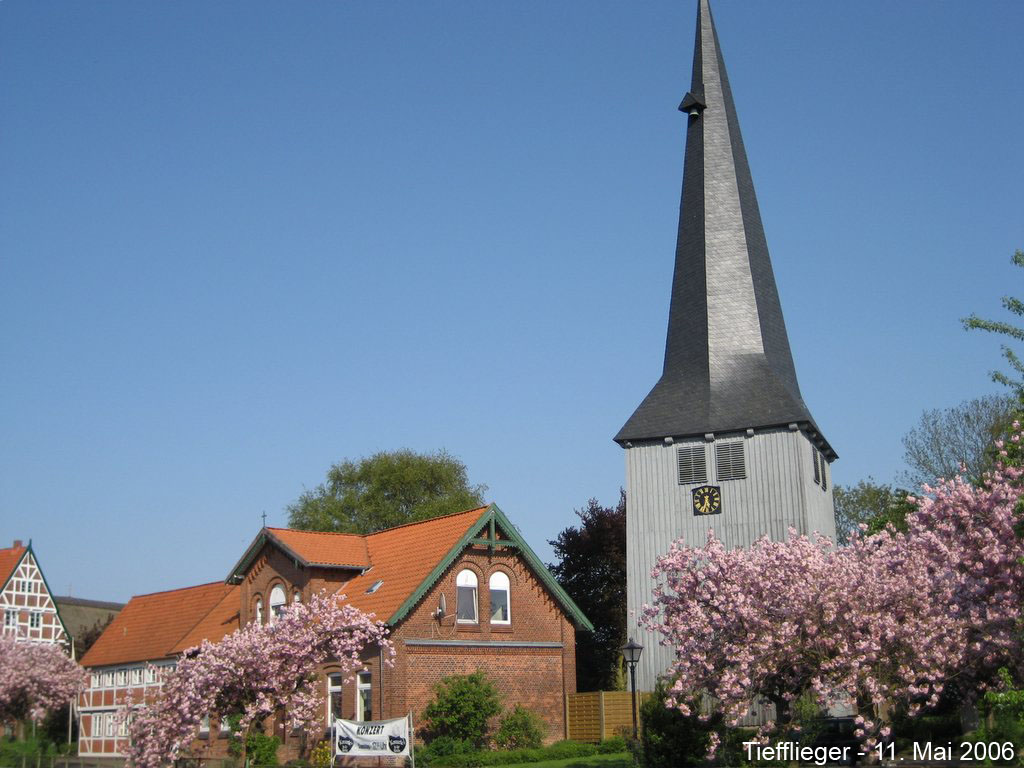
Borsteler Kirche
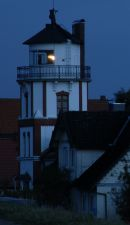
Das Unterfeuer Mielstack

### Museen
- Museum Altes Land in Jork
- Museum Estebrügge

### Naturschutzgebiete
- Naturschutzgebiet Borsteler Binnenelbe und Großes Brack bei Borstel

### Regelmäßige Veranstaltungen
- Lessing-Gespräche (Anfang November). Die Veranstaltung wird seit 1992 im Museum Altes Land durchgeführt. Eine Schriftenreihe dokumentiert die Beiträge, die editorisch betreut werden vom Altländer Archiv und wissenschaftlich begleitet vom Markensoziologen Alexander Deichsel.
- Osterfeuer in verschiedenen Ortsteilen
- Altländer Blütenmarsch – Feuerwehrmarsch der Freiwilligen Feuerwehr Jork mit etwa 1000 Teilnehmern durch die Apfel- und Kirschblüte – jährlich am ersten Sonntag im Mai
- Altländer Blütenfest am ersten Mai-Wochenende
- Schützenfeste
- Der traditionelle Estebrügger Markt (im Ortsteil Estebrügge) findet jedes Jahr am dritten Wochenende im September statt und wird vom Heimatverein von de Est organisiert
- Tag des offenen Hofes am zweiten Wochenende im September
- norddeutsche Obstbautage immer im Februar
- Wikinger-Markt in Neuenschleuse
- am zweiten Adventsonntag: Weihnachtsmarkt im Zentrum von Jork
- am dritten Adventsonntag: Weihnachtsmarkt an der Kirche in Estebrügge

### Fotogalerie

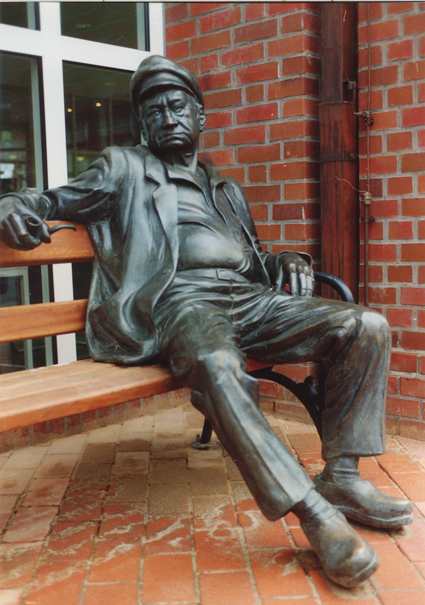
De ole Schipper, eine Bronze-Plastik von Bildhauer Carsten Eggers, sitzt im Ortskern von Estebrügge
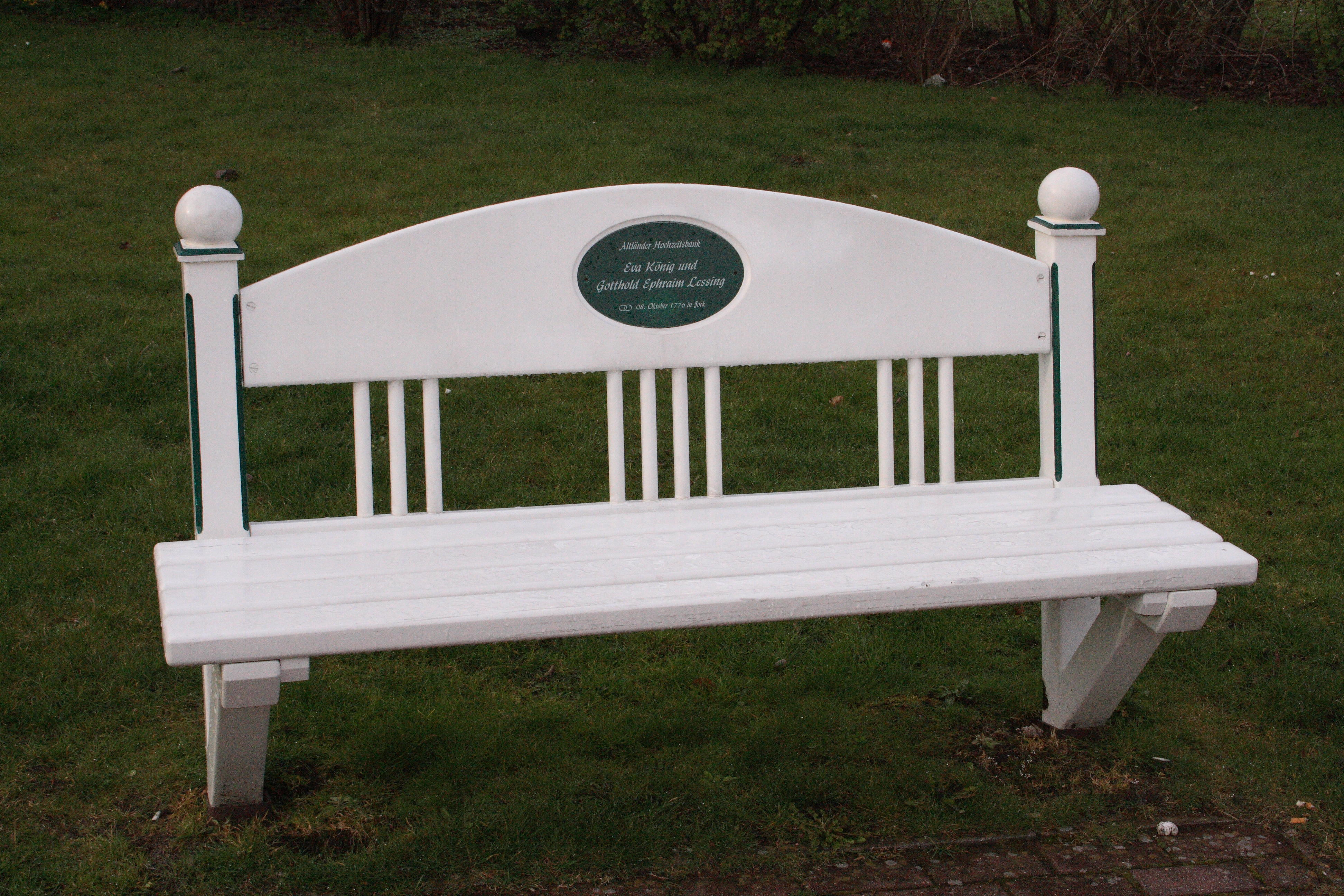
Hochzeitsbank vor dem Rathaus mit Gedenktafel. Inschrift: Altländer Hochzeitsbank, Eva König und Gotthold Ephraim Lessing, ⚭ 8. Oktober 1776 in Jork

## Bildung
Die Gemeinde Jork verfügt über folgende Bildungseinrichtungen:
- Grundschule Am Westerminnerweg
- Grundschule „Am Westerminnerweg“ Außenstelle Ladekop
- Grundschule „An der Este“
- Schulzentrum Jork – Oberschule mit gymnasialem Zweig

## Verkehr
In Jork verkehren vier Omnibuslinien, die alle von der KVG Stade betrieben werden und dem Hamburger Verkehrsverbund angeschlossen sind:
- 0257 Jork – Hamburg-Neuenfelde – S-Bahn Hamburg-Neugraben
- 2030 Buxtehude – Dammhausen – Jork – Borstel – Steinkirchen (nur werktags)
- 2040 Buxtehude – Estebrügge – Jork – Borstel – Hamburg-Cranz-Finkenwerder
- 2050 Stade – Hollern – Steinkirchen – Jork
- Außerdem Airbus- und schulbezogene Linienverkehre

Für Rundfahrten gibt es eine Wegebahn, die „Altländer Bimmelbahn“.
Für den überregionalen Verkehr ist Jork mit der gleichnamigen Anschlussstelle Jork der Bundesautobahn 26 verbunden und ermöglicht der Gemeinde die Erreichbarkeit zwischen Stade und Hamburg.

## Trivia
Die ukrainische Stadt Nju-Jork (Нью-Йорк) wurde nach ihrer Gründung im 19. Jahrhundert von deutschen Auswanderern nach ihrer Herkunftsstadt Jork Nju Jork benannt.

## Persönlichkeiten

### Söhne und Töchter der Gemeinde
- Nicolaus Schuback (1700–1783), Jurist und Bürgermeister der Stadt Hamburg (1754–1782)
- Anna Dorothea Feind(t) (1738–1811), Ehefrau des Deichgrafen Peter Joseph du Plat
- Peter Joseph du Plat (1761–1824), königlich hannoverscher Generalleutnant
- Arnold von der Decken (1779–1856), hannoverscher Generalmajor der Infanterie und Besitzer der Güter Eichhof, Liethenhof und Ritterhude
- Eduard Christian von Lütcken (1800–1865), Minister und Ministerpräsident des Königreiches Hannover
- Claus Koepcke (1831–1911), Bauingenieur
- Peter Rehder (1843–1920), Wasserbauingenieur
- Rudolf Welskopf (1902–1979), SPD-, später KPD-Mitglied in der Zeit der Weimarer Republik, Widerstandskämpfer gegen das NS-Regime, nach 1945 in der DDR
- Otto Wachs (1909–1998), Bankier, Manager in der Schifffahrtsindustrie und Regattasegler
- Carsten Eggers (1958–2021), Maler und Bildhauer

### Personen, die mit der Gemeinde in Verbindung stehen
- Peter Joseph du Plat (1728–1782), kurhannoverscher Kartograf und Oberdeichgraf, 1759 heiratete er hier Anna Dorothea Feind(t)
- Gotthold Ephraim Lessing (1729–1781), Schriftsteller, Dichter und Dramatiker, 1776 heiratete er hier Eva König
- Johannes Schuback (1732–1817), Kaufmann, er besaß hier einen Sommersitz, auf dem Gotthold Ephraim Lessing und Eva König heirateten
- Eva Lessing, geb. Hahn, verh. König (1736–1778), 1776 heiratete sie hier Gotthold Ephraim Lessing
- Rudolf Stechmann (1899–1989), Politiker (DP), er war von 1955 bis 1959 Abgeordneter im Landtag von Niedersachsen, verstarb hier
- Otto Rahm (1904–1994), expressionistischer Maler, Graphiker und Bildhauer, schuf hier ein Wandmosaik
- Heinrich Hellwege (1908–1991), Politiker (DHP, DP und CDU), war ab 1931 Kreisvorsitzender der DHP in Jork
- Günter Ssymmank (1919–2009), Architekt und Designer, verstarb hier
- Hans Feindt (1920–2012), Politiker (CDU) und Abgeordneter des Niedersächsischen Landtages, er übernahm hier den väterlichen Obstanbaubetrieb
- Gerhard Kaufmann (1936–2009), Geograf, Volkskundler und Direktor des Altonaer Museums, wohnte hier
- Jan-Henrik Horn (1944–2002), Jurist und Politiker (Grüne), war Mitglied des Gemeinderates der Gemeinde Jork
- Otto Waalkes (* 1948), Komiker, Comiczeichner, Musiker, Schauspieler, Regisseur und Synchronsprecher, 2000 heiratete er hier Eva Hassmann
- Eckart Brandt (* 1950), Pomologe (Obstbaumkundler) und Autor, 2004 gründete er hier mit etwa 20 Mitstreitern den Boomgarden e. V.
- Eckhard Gorka (* 1955), lutherischer Theologe und Landessuperintendent des Sprengels Hildesheim-Göttingen der Evangelisch-lutherischen Landeskirche Hannovers sowie Abt des Klosters Amelungsborn, war hier Vikar in der Ev.-luth. Matthias-Kirchengemeinde (1981–1988)
- Stefan Studer (* 1964), Fußballspieler und -funktionär, war hier bei der Hypovereinsbank als Filialleiter tätig
- Andreas Boltze (* 1966), Volleyball- und Beachvolleyballspieler, spielte beim TuS Jork
- Silke Schmitt, geb. Meyer (* 1968), Volleyball- und Beachvolleyballspielerin, spielte beim TuS Jork
- Elton, bürgerlich Alexander Duszat (* 1971), Fernsehmoderator, hier aufgewachsen
- Eva Hassmann (* 1972), Schauspielerin und Künstlerin, 2000 heiratete sie hier Otto Waalkes
- Deniz Barış (* 1977), ehemaliger deutsch-türkischer Fußballspieler, wohnte hier
- Sarah Hannemann (* 1990), Schauspielerin, verbrachte ihre Kindheit hier